# Proston Weir
Proston Weir är en dammbyggnad i Australien. Den ligger i kommunen South Burnett och delstaten Queensland, omkring 200 kilometer nordväst om delstatshuvudstaden Brisbane. Proston Weir ligger 304 meter över havet.
Trakten runt Proston Weir är nära nog obefolkad, med mindre än två invånare per kvadratkilometer..
I omgivningarna runt Proston Weir växer huvudsakligen savannskog. Genomsnittlig årsnederbörd är 951 millimeter. Den regnigaste månaden är mars, med i genomsnitt 168 mm nederbörd, och den torraste är augusti, med 27 mm nederbörd.